# Miss Lovely
Pour plus de détails, voir Fiche technique et Distribution.
Miss Lovely est un film indien écrit et réalisé par Ashim Ahluwalia sorti en 2012.
Situé dans le milieu de l'industrie du cinéma de série Z à Bollywood, les rôles principaux sont tenus par Nawazuddin Siddiqui et Niharika Singh. Il a été sélectionné pour Un Certain Regard au festival de Cannes 2012. Il reçoit le Prix du Jury de la deuxième édition du Festival du film d'Asie du Sud (FFAST).

## Synopsis
Miss Lovely retrace l'histoire de deux frères, Vicky et Sonu, producteurs minables de films de gangsters érotiques, de drames sociaux sordides ou de films d'horreur de médiocre qualité, qu'ils distribuent dans des petits cinémas privés. Une jeune femme aspirant à devenir actrice, Pinky, s'englue dans ce milieu glauque du Bombay des années 1980.

## Fiche technique
- Titre : Miss Lovely
- Réalisation : Ashim Ahluwalia
- Scénario : Ashim Ahluwalia et Uttam Sirur
- Photographie : K. U. Mohanan
- Montage : Ashim Ahluwalia
- Production : Sanjay Shah
- Société de production : Future East Film
- Pays d'origine : Inde
- Langue : hindi
- Format : Couleurs - 2.35 : 1
- Genre : Drame, romance et historique
- Durée : 113 minutes
- Date de sortie : 24 mai 2012 (Festival de Cannes)

## Distribution
- Nawazuddin Siddiqui : Sonu
- Niharika Singh : Pinky
- Anil George : Vicky
- Zeena Bhatia : Poonam